# Sprungkraft

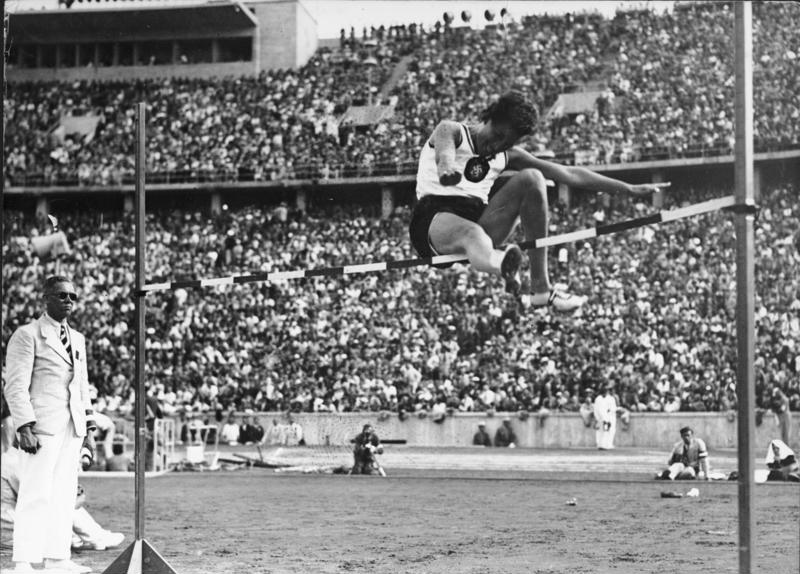
Berlin, Olympiade, Hochsprung, Elfriede Kaun

Die Sprungkraft ist im sportlichen Sinne eine Unterfunktion der Schnellkraft.
Das Ziel der Sprungkraft besteht darin, seinen Körper, durch einen schnellen Absprung vom Boden heraus, so weit wie möglich in die Luft zu befördern.
Es gibt sehr viele Sportdisziplinen, bei denen die Sprungkraft eine sehr große Rolle spielt z. B. in der Leichtathletik: Hochsprung, Weitsprung, Dreisprung, Stabhochsprung. Aus dem Grund spielt für die Trainingssteuerung die sportartspezifische Sprungleistung eine entscheidende Rolle.

## Physikalische Grundlagen der Sprungkraft

### Die Gewichtskraft
Für jeden Sprung wirken unterschiedliche Kräfte auf den Körper. Die mit Abstand interessanteste Kraft für das Springen ist die Gewichtskraft.
Wenn man also springen möchte, so muss man der Gewichtskraft entgegenwirken.
Sie sorgt dafür, dass der Mensch auf der Erde bleibt und nicht abhebt. 
Aus diesem Grund wird die Gewichtskraft auch Erdanziehungskraft genannt.
Für die Gewichtskraft gilt:
{\displaystyle F_{\text{G}}=mg}
mit
{\displaystyle F_{\text{G}}} steht für die Gewichtskraft, die in der Einheit Newton angegeben wird.
{\displaystyle m} steht für die Masse, die in der Einheit Kilogramm angegeben wird.
{\displaystyle g} steht für die Größe der Beschleunigung, die auf den Menschen wirkt. Angegeben wird sie in der Einheit m/s²

### Das dritte Newtonsche Gesetz
Das Gesetz beschreibt, dass auf jede Kraft eine entgegengesetzte Gegenkraft wirkt, mit derselben Größe, sodass beide Kräfte addiert 0 ergeben.
{\displaystyle F_{1}+F_{2}=0\quad } oder {\displaystyle F_{1}=-F_{2}}
Das bedeutet für den Menschen, dass die Gewichtskraft mit einer gleichen Kraft, also nach oben, entgegenwirken muss, um nicht auf den Boden gedrückt zu werden. Dieses Gesetz gilt es beim Sprung zu überwinden.

### Die Kraftmessplatte
Mit Hilfe einer Kraftmessplatte kann man die vertikale Sprungkraft eines Menschen messen.

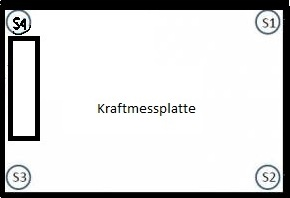
Schaubild einer Kraftmessplatte http://wiki.ifs-tud.de/biomechanik/projekte/ss2012/springen

Die Kraftmessplatte hat zwischen zwei Holzplatten piezoelektrische Sensoren. Die Sensoren reagieren auf Druck mit dem Aufbau eines elektrischen Feldes, welches die Spannung verändern kann. Diese Spannung ist messbar und kann anschließend für verschiedene Berechnungen als Kraft definiert werden. Je höher der Druck auf die Sensoren, desto höher ist die Veränderung der Spannung und desto höher ist die Kraft. Die Kraftmessplatte kann also die Kraft bestimmen, die bei einem Sprung auf den Menschen wirkt. Da beim Springen auch die Sprunghöhe von großer Bedeutung ist, muss man die Kräfte sinnvoll verwerten und Werte ausrechnen, mit denen man etwas anfangen kann.

## Sprungkraft
Für den Menschen betrachtet man das Beispiel „Sprünge aus dem Stand“. Der Mensch muss die potentielle Energie {\displaystyle E_{\text{pot}}=mgh} aufbringen, wenn er die Masse {\displaystyle m} hat und beim Sprung seinen Schwerpunkt um die Höhe {\displaystyle h} anhebt. Diese Energie stammt hauptsächlich aus der Beinmuskulatur. Daher gibt die erreichte Höhe {\displaystyle h} Aufschluss über die hierzu erforderliche Beinmuskelkraft {\displaystyle F_{B}}.
Um sie zu berechnen, braucht man noch die Strecke {\displaystyle s} entlang der die Kraft ausgeübt wird.
Die nebenstehende Abbildung zeigt diese Strecke an einem einfachen Modell eines Beines.

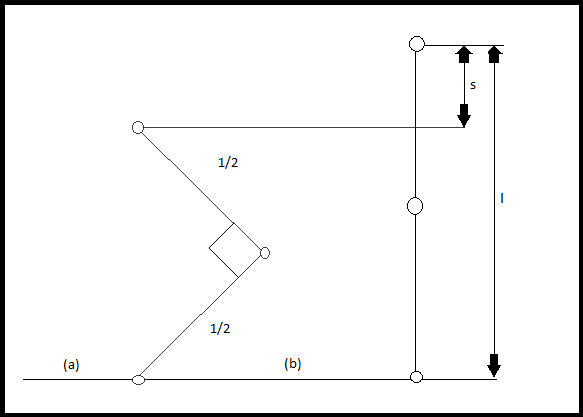
Das Modell eines gebeugten und gestreckten Beins

Die Schenkel sind halb so lang wie die Beine der ersten Länge. Sie bilden in der Hockstellung beim Springen einen rechten Winkel. Sobald der Körper aus der Hocke in eine gestreckte Position übergeht, misst der Satz des Pythagoras die sogenannte Strecke.
Auf der Strecke {\displaystyle s} wirkt also die konstant angenommene Muskelkraft {\displaystyle F_{B}}
Daraus ergibt sich:
{\displaystyle E_{\text{pot}}=mgh=F_{B}s=W_{B}}
die Beziehung
{\displaystyle F_{B}={\frac {mgh}{s}}}.

## Der Drop-Jump
Mit Hilfe des Drop-Jumps kann die reaktive Sprungkraftfähigkeit ermittelt werden. Die Arme sind dabei während des Sprungs an der Hüfte und verhindern eine Impulsübertragung. Die Streckung der Sprung-, Knie- und Hüftgelenke werden nach dem erzwungenen Tiefgehen gestreckt und dadurch wird der Sprung eingeleitet. Die Streckbewegung folgt ausschließlich aus dem Sprunggelenk. Das Ziel dabei ist es eine möglichst große Flughöhe zu erreichen.

### Kraft-Zeit-Kurve
Im Folgenden wird die Kraft-Zeit-Kurve veranschaulicht.

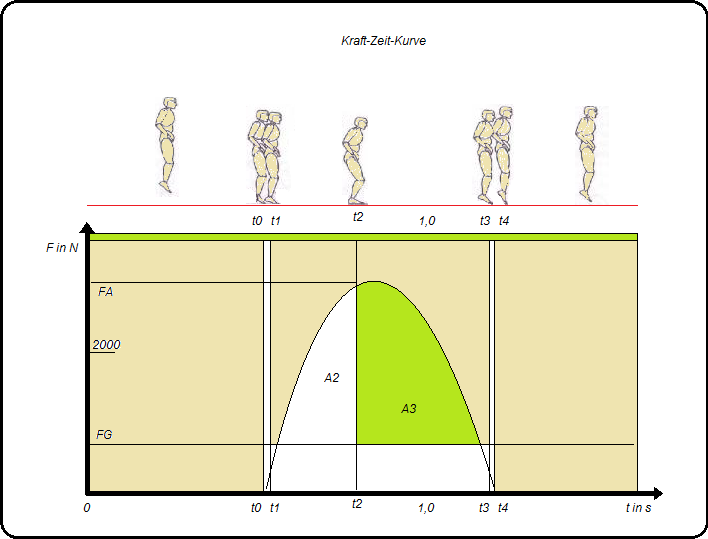
http://wiki.ifs-tud.de/biomechanik/projekte/ss2012/springen

Da beim Einspringen noch kein Kontakt zum Boden besteht, startet die Kraft-Zeit-Kurve vom Nullpunkt aus. Der erste Bodenkontakt herrscht, wenn der Punkt t0 erreicht wurde.
Der Punkt t1 leitet das Abfangen der Energie in den Absprung ein. Bei der Landung wirkt aufgrund des erhöhten Einsprungs, eine größere Kraft im Vergleich bei einem Sprung aus dem Stand.
In der Mathematik lässt sich so etwas beweisen. Dafür benötigt man die Formel für die Fallgeschwindigkeit:
{\displaystyle v={\sqrt {2\cdot g\cdot h}}}
mit
{\displaystyle h} steht für die Höhe, aus der gesprungen wird
{\displaystyle g} steht für die Schwerebeschleunigung (9,81 m/s²)
Hat man die Aufprallgeschwindigkeit, kann man die Größe der Bremsbeschleunigung ermitteln.
Was eine große Rolle dabei spielt ist, wie Tief man dabei in die Knie geht. Angenommen man geht einen Meter in die Knie. Für die Bremsbeschleunigung ergibt sich:
{\displaystyle a_{\text{Brems}}={\frac {v^{2}}{2s}}}
mit
{\displaystyle v} steht für die Aufprallgeschwindigkeit (vorher)
{\displaystyle s} steht für die Strecke, die man in die Knie geht.
Zuletzt benötigt man die wichtigste Formel, um die Kraft zu berechnen, die bei einer Ladung wirkt.
{\displaystyle F=m\cdot a}
mit
{\displaystyle m} steht für die Masse. Beispielsweise eines Drop Jump-Springers
{\displaystyle a} steht für die zuvor berechnete Bremsbeschleunigung
Unter Berücksichtigung aller Werte sieht die Kraftformel folgendermaßen aus:
{\displaystyle F=m\cdot {\frac {2\cdot g\cdot h}{2s}}}
Ab dem Punkt ab dem man seine Gewichtskraft auf den Boden ausübt, muss der Bodenreaktionskraft entgegengewirkt werden. Das erreicht man durch das rechtzeitige Beugen und Strecken der Beine.
Diese Bremsbeschleunigung (A2) dauert von t1 – t2 an. Der eigentliche Absprung (A3), wirkt erst ab t2, bei dem man mehr als seine Gewichtskraft auf den Boden aufbringen muss, um als Folge des hohen Kraftstoßes, beim Zeitpunkt t4 den Boden zu verlassen.
Aus der biomechanischen perspektive definiert man es anhand des dritten newtonischen Axioms folgendermaßen:
- Bis zum Zeitpunkt t2 gilt: Factio > Freactio
- Und ab dem Zeitpunkt t2 gilt: Freactio > Factio

Das erzwungene Tiefgehen führt sofort beim ersten Bodenkontakt zu einer Vorspannung in der Sprungmuskulatur. Aus dem Grund können Sportler mit einer hohen reaktiven Kraft eine größere Anfangskraft erzielen, als durch das bloße Tiefgehen beim Drop-Jump.

## Drei Verfahren der Sprungkraftmessung
Eine wissenschaftliche Methode zur Messung des Schnellkraftverhaltens ist der Sprungkrafttest. Der Sprungkrafttest besteht aus dem Counter Movement Jump (CMJ), Drop Jump (DJ) und dem Squat Jump (SJ). Mit Hilfe dieser drei Komponenten lässt sich das Schnellkraftverhalten bestimmen. Das Ziel dieser drei Komponenten ist es in einem vertikalen Strecksprung eine möglichst maximale Sprunghöhe zu erreichen. Die Hände positionieren sich am Becken, um eine Übertragung des Armimpulses auszuschließen. Beim Squat Jump springt man aus 90°-Knie- und Hüftbeugung ohne Ausholbewegung. Beim Counter Movement Jump steht man aufrecht und führt eine schnelle Auftaktbewegung, bis zu einem max. Kniewinkel von 90°, mit einem vertikalen Absprung durch. Beim Drop Jump löst man sich durch Vorschwingen eines Beines von einer Erhöhung und springt dann mit kurzem Bodenkontakt maximal in die Höhe. Aus diesem Grund werden standardisierte Fallhöhen eingesetzt, welche dokumentiert werden. Beim Drop Jump wird neben der Sprunghöhe eine kurze Bodenkontaktzeit angesteuert, aus der sich ein sogenannter Reaktivkraftindex ermitteln lässt. Mit Hilfe von Kontaktmatten oder einer Kraftmessplatte lässt sich die Sprunghöhe ermitteln. Diese wird ebenfalls dokumentiert. Man kann aus dem Absprung- oder Landeimpuls ebenfalls die Sprunghöhe ermitteln. Hierbei ist zu beachten, dass die Ermittlung der Sprunghöhe, insbesondere bei der Flugzeitbestimmung, an die technisch korrekte Ausführung der Sprünge gebunden ist.

## Das Nervensystem
Das Nervensystem hat bei der maximalen Entfaltung eines Sprunges eine entscheidende Rolle. Es ist dafür verantwortlich, welche Spannung ein Muskel erzeugen kann und wie schnell die Kontraktionen der einzelnen Muskelfasern erfolgen. Auch für die Bildung und Entstehung der Muskeln ist das Nervensystem verantwortlich. Aus dem Grund hat eine lange sportliche Betätigung sehr großen Einfluss darauf, wie das ZNS die Muskelbildung und den Muskelaufbau steuert. Untersucht man den Einfluss sportlicher Übungen auf die Beinmuskelkoordination bei konzentrischen Sprüngen und bei vertikalen Drop Jumps, so ist ein Kern dieser Untersuchung die motorische Vielseitigkeit. Eine Fähigkeit eines Sportlers, die man in einer Sportart besitzt, auf eine andere zu übertragen. Daraus folgt, dass ein langes Training in einer bestimmten Sportart dazu führen kann, dass das zentrale Nervensystem die Muskelkoordination den Anforderungen dieser Sportart entsprechend programmiert und darüber hinaus das erlernte Fähigkeit-Reflex-Muster des ZNS hierarchisch in das Leistungsprogramm von anderen Aufgaben einzugreifen scheint. Das ist erst vorteilhaft, wenn man in der Sportart überzeugend trainiert und das Potenzial des ZNS maximiert, um seine Trainingseffekte zu steigern.

## Sprungarten
Sprünge aus dem Stand:

Einteilung der Sprünge

Kommen unter anderem in Sportarten wie Basketball (z. B. beim Sprungball), Schwimmen (z. B. beim Startsprung) oder Tennis (z. B. beim Aufschlag) vor. Gemeinsam ist ihnen, das der Körper zu Beginn der Absprungbewegung keine oder nur eine sehr geringe kinetische Energie besitzt, das heißt, der Sportler bewegt sich nicht.
Sprünge aus der Bewegung (einbeinig und beidbeinig):
Beim Sprung aus der Bewegung erreicht der Springer, bei beiden Sprungarten (einbeinig und beinbeinig) eine größere Höhe. Er verwendet dabei die Körperschwerpunktgeschwindigkeit von ungefähr 2 – 4 m/s (kinetische Energie) bei beidbeinigen Sprüngen und ca. 7 – 11 m/s bei Sprüngen mit einem Bein. Solche Sprünge sieht man beispielsweise in den Mannschaftssportarten wie Volleyball zur Vorbereitung eines Schmetterschlags.